# Unite (moneda inglesa)
El Unite era el segundo oro inglés moneda con un valor de veinte chelines o una libra primero producida durante el reinado de Jaime I.  Esté nombrado después de las leyendas en la moneda que indica la intención del rey de unir sus dos reinos de Inglaterra y Escocia.
El Unir estuvo valorado en veinte chelines hasta que 1612 cuándo el aumento en el valor de oro por todas partes Europa lo causó para ser levantado a veintidós chelines. La moneda estuvo producida durante Jaime I. La segunda moneda fue del periodo 1604 – 1619, y  ésta fue reemplazada por la tercera moneda por el valor de Laurel veinte chelines. Todas las monedas estuvieron producidas en la Menta de Torre en Londres.
Varios bustos del rey estuvieron utilizados para esta denominación, quién está mostrado mirando a la derecha de la moneda y está aguantando el orb y sceptre; el estilo de la barba del rey varía durante el asunto. La leyenda en el anverso lee IACOBUS D G MA BRI FRA ET HOLA REX (Iacobus Dei Gratia Magnae Britanniae Franciae et Hiberniae Rex) – James por la gracia de Dios Rey de Francia de Gran Bretaña e Irlanda. Los espectáculos inversos un crowned escudo qué espectáculos las armas de los cuatro países que separan las letras IR – Iacobus Rex, King James, y la leyenda FACIAM EOS EN GENTEM UNAM (" les haré uno nación", de Ezekiel 37:22).
Los asuntos numerosos de oro une valorados en veinte chelines estuvieron producidos en la Menta de Torre durante el reinado de King Charles I (1625@–1649), tanto cuándo la menta era bajo el control del rey y debajo el control del parlamento. Describen el crowned busto del rey en el anverso, mirando a la izquierda, con el valor "XX" apareciendo detrás de la cabeza del rey, y la leyenda CAROLUS D G MAG BR FR ET HOLA REX – Charles por la gracia de Dios Rey de Francia de Gran Bretaña e Irlanda. Los espectáculos inversos una corona sobre un escudo que aguanta las armas reales y la leyenda FLORENT CONCORDIA REGNA – A través de reinos de concordia flourish. Durante la Guerra Civil, las mentas provinciales produjeron muy raras une para pagar las tropas, en Chester, Oxford, Bristol, Exeter, Worcester y Shrewsbury – algún de estos une es hoy monedas únicas.

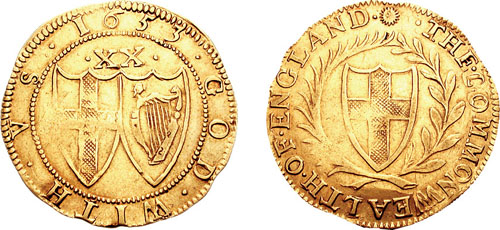
Unite emitido durante la Commonwealth.

El oro une estuvo emitido durante el Commonwealth, este tiempo que aguanta una leyenda exclusivamente en inglés: LA COMMONWEALTH DE INGLATERRA en el anverso y DIOS CON EE.UU. en el revés. Este se debió a una asociación de latino con #catolicismo.
Eran también emitidos durante un periodo cuando picó las monedas estuvieron emitidas debajo Rey Charles II (i.e. 1660-62), mostrando un busto que afronta izquierdo del rey que lleva un laurel y la leyenda CAROLUS II D G MAG BRIT FRAN ET HIB REX –  había dos asuntos, el segundo indicando el valor "XX" detrás de la cabeza del rey. Los espectáculos inversos una corona sobre el escudo con las armas reales que dividen las letras "CR" y la leyenda FLORENT CONCORDIA REGNA. El oro une estuvo reemplazado por la Guinea de oro fresada en 1663, y una veinte moneda de chelín no reapareció hasta el Soberano de 1817.